# Вэйчжоу (нефтегазовое месторождение)
Вэйчжоу (англ. Weizhou, кит. 涠洲) — морское нефтегазовое месторождение Китая, находится в заливе Бакбо, в районе острова Вэйчжоу. Открыто в 2003 году скважиной-открывательницей Wan-1.
Запасы нефти оцениваются в 50 млн тонн, газа — 100 млрд м³.
Оператором месторождение является китайская национальная компания CNOOC.